# Otto Fleming
Otto Hermansson Fleming, född 29 december 1696, död 24 november 1778 på Sätuna i Björklinge, var en svensk friherre, överste och riksråd. Fleming var son till lagmannen friherre Herman Fleming och Katarina Sack.
Fleming tjänstgjorde som ung i Karl XII:s livgarde och var med vid Fredrikshald år 1718. År 1720 följde han med fältmarskalk Erik Sparre af Sundby på dennes beskickning till Frankrike. Fleming blev kvar i Frankrike och tjänstgjorde vid ett antal tillfällen under 1720- och 1730-talet vid ett regemente under Moritz av Sachsen.

## Hattpartiet
Fleming blev mycket aktiv i Hattpartiet och samarbetade nära Carl Gustaf Tessin. Han deltog i riksdagarna 1738–1739 samt 1740–1741. Vid den senare var han medlem av sekreta deputationen. Han var engagerad i utrikespolitiken och den 21 juli 1741 åtog han sig att leda den deputation som underrättade de övriga stånden om adelns krigsbeslut. Under kriget var han generaladjutant. Vid 1742–1743 års riksdag var han medlem i stora sekreta deputationen. I slutskedet av kriget tjänstgjorde Otto Fleming på Åland. Han försökte komma först till Stockholm med nyheten om fredspreliminärerna, men Reinhold Johan von Lingen hann före.
Vid 1746–1747 års riksdag var Fleming medlem av sekreta utskottet samt av mindre sekreta deputationen. Hans mest betydande insats blev hans verksamhet som envoyé vid danska hovet. Bland annat förde han i hamn den holsteinska utbytestraktaten år 1749. Vidare hade han hand om förhandlingen rörande kronprins Gustavs (Gustav III) giftermål 1750–1751. Efter verksamheten i Köpenhamn var Fleming ett av Hattpartiets främsta diplomatämnen. Carl Fredrik Scheffer försökte få Fleming till efterträdare som ambassadör i Paris, men så blev det inte. Fleming inträdde i riksrådet 31 oktober 1755. Han hade varit Hattarnas kandidat dit även 1751.
Otto Fleming var en hattaristokrat av ganska moderat läggning. Som riksråd engagerade han sig i ekonomiska frågor. Han var motståndare till partiets extrema valuta- och manufakturpolitik. Han hade studerat det danska manufakturväsendet och redogjorde för detta. Han verkade mot växelkontoren och menade att de skärpte inflationen. Han var dock ensam i rådet om denna mening. Historiens utveckling skulle emellertid visa att Fleming hade rätt. Han ville även avskaffa alla importförbud.
Utrikespolitiskt stod han enig med rådsmajoriteten. Han var med och framkallade den pommerska truppsändningen år 1757 och kriget därefter, för att få franska subsidier. För detta ådrog han sig en utsatt position i regeringen. År 1764 förespråkade han förnyat subsidieavtal med Frankrike och samtidigt ville han förhindra en riksdagsinkallelse. Efter att riksdagen hade inkallats segrade Mösspartiet och dess mening. Otto Fleming tvingades avgå som riksråd och hans politiska bana var därmed avslutad. Vid regimskiftet 1769 erbjöds han återinträde i rådet, men avböjde på grund av åldersskäl. Han var på sin ålderdom bosatt på Sätuna gård.

## Kanslirätten
Det har ibland påståtts att Otto Fleming varit medlem av "kanslirätten" mot Alexander Blackwell och därvid förordat tortyr mot denne. Men detta är felaktigt. Det hela är en förväxling med hans frände, kanslirådet Axel Fleming, senare minister i Madrid.

## Verksamheten som godsägare på Sätuna
År 1737 förvärvade Otto Fleming Sätuna säteri med underlydande fastigheter av arvingarna efter Gustaf Cruus af Gudhem och hans hustru. År 1740 skänkte Otto Fleming och hans hustru en ny orgel till Björklinge kyrka, den så kallade Hedlundorgeln, som används än i dag. Kyrkan fick år 1784, efter makarnas död, även två ljusstakar av silver med tre pipor.
Strax före 1750 anlitade Otto Fleming hovintendenten Carl Hårleman. 1752 stod så det nya huset färdigt. Det försågs med mansardtak och har behållit sitt yttre ända till dags dato. Det nya huset fick sina bostads- och paradrum på nedre botten, medan på den övre våningen försågs med gästrum och biljardrum.
Otto Fleming avled år 1778 och hustrun 1784 och barnen lät då beställa en gravtumba som gravminne över föräldrarna. Den stod klar 1788 och placerades framme i huvudkoret i Björklinge kyrka.

## Familj
Otto Fleming gifte sig 14 januari 1733 på Salaholm i Trävattna socken vid Floby i Västergötland med Catharina Charlotta Gyllengrip, född 6 juni 1700 i Jönköping, död 30 maj 1784 på Sätuna i Björklinge, dotter till lagmannen Gabriel Gyllengrip och Margareta Hedvig Ribbing.
Barn:
- Catharina Margareta Fleming, född 1736, död 1769, gift med översten friherre Gustaf Julius Coyet.
- Otto Fleming, född 1738, död 1756, begravd i Sätuna gravkor i Björklinge kyrka (sarkofag nummer 13).
- Anna Christina Fleming, född 1739 på Sätuna, död 1813, gift med greve Nils Bonde af Björnö (1731–1816) på Hörningsholm. Begravd i Bondeska gravkoret i Mörkö kyrka.
- Ottiliana Charlotta Fleming, född 1743 på Sätuna, död 1811, gift med generalen och greven Fabian Casimir Wrede af Elimä (1724–1795). Begravd i Sätuna gravkor i Björklinge kyrka (sarkofag nummer 15).